# Podmoklany
Podmoklany település Csehországban, a Havlíčkův Brod-i járásban. Podmoklany Slavíkov, Sloupno, Ždírec nad Doubravou, Sobíňov, Bezděkov és Libice nad Doubravou településekkel határos. Lakosainak száma 134 fő (2024. január 1.).

## Népesség
A település lakosságának változását az alábbi diagram mutatja:
| Lakosok száma | 393  | 475  | 400  | 217  | 181  | 126  | 143  | 138  | 130  | 134  |
|               | 1869 | 1900 | 1921 | 1961 | 1980 | 2011 | 2016 | 2019 | 2021 | 2024 |